# Гільдійський соціалізм
Гільдійський соціалізм — це політичний рух, що виступає за контроль робітників над промисловістю за допомогою торгових гільдій, тобто підтримується через договірні відносини з громадськістю. Ця ідеологія виникла в Сполученому Королівстві й була найвпливовішою в першій чверті 20 століття; її автором був Вільям Морріс, була міцно пов'язаною з Джорджем Коулом. 

## Історія та розвиток
Гільдії ремісників та інших кваліфікованих робітників, що існували в Середньовічній Англії, повпливали на створення гільдійського соціалізму. У 1906 році Артур Пенті опублікував статтю «Відновлення системи гільдій», у якій виступив проти фабричного виробництва й агітував за повернення до кустарного виробництва, організованого через гільдії:102. Наступного року журнал The New Age став прихильником гільдійського соціалізму, хоча в контексті сучасної промисловості, а не середньовічного виробництва, яке підтримував Пенті.
У 1914 р. Самюель Гобсон, співробітник «Нового часу», опублікував «Національні гільдії: дослідження системи заробітної плати та вирішення». У цій роботі гільдії були представлені як альтернатива державному контролю за промисловістю або звичайній профспілковій діяльності. На відміну від наявних профспілок, гільдії не обмежуватимуть свої вимоги питаннями заробітної плати та умов, а прагнутимуть отримати контроль над промисловістю для робітників, яких вони представляли. Зрештою, промислові гільдії могли б бути органами, за допомогою яких в майбутньому соціалістичному суспільстві була б організована промисловість.
Гільдійські соціалісти «виступали за державну власність на промисловість, поєднану з контролем робітників» через делегування повноважень національним гільдіям. Щодо повноважень держави представники ідеології не досягнули взаєморозуміння: деякі вважали, що її функції не зміняться, а інші виступали за її реформування до органу, що представлятиме гільдії робітників, організації споживачів, органи місцевого самоврядування та інші соціальні структури».
Ернст Вігфорс, провідний теоретик Соціал-демократичної партії Швеції, надихався ідеями Товариства Фабіана та гільдійського соціалізму, на яких повпливали думки Річарада Товні, Леонарда Гобгауса та Джон Гобсона. У своїх ранніх працях Ернст писав про промислову демократію та самоврядування робітників.
Теорію гільдійського соціалізму розробив та поширив Джордж Коул, який створив Національну лігу гільдій у 1915 р. та опублікував кілька книг про гільдійський соціалізм, включаючи «Самоврядування в промисловості» (1917) і «Відновлений гільдійський соціалізм» (1920). Національна будівельна гільдія була створена після Першої світової війни, але розпалася після припинення фінансування в 1921 році :110.
Захоплення гільдійським соціалізмом призвело до того, що в науково-фантастичній праці Олафа Стейпледона пропонується більш «індивідуалістична» форма представлення цієї ідеології як природний результат для єдиного людства через сотні років
Ідеї Коула також пропагували видатні антикомуністичні інтелектуали: британський логік Бертран Рассел у своєму есе «Дороги до свободи» 1918 року, економіст Карл Поланьї,Річарад Товні, Альфред Орадж та американський ліберальний реформатор Джона Дьюї